# Маніфест 42
«Маніфест 42» — громадський рух, створений бізнесом для захисту від свавілля тилових силовиків, чиновників та суддів.

## Історія
У травні 2023 засновник інвесткомпанії Concorde Capital Ігор Мазепа анонсував створення антирейтингу правоохоронців та суддів, які використовують повноваження з незаконною метою.
28 червня 2023 ініціативу Мазепи підтримали 42 підприємці, які опублікували маніфест на захист 42-ї статті Конституції України. Головна ідея маніфесту — бізнес вимагає зупинити хвилю рейдерства та інших форм тиску за участю правоохоронців, суддів, чорних нотаріусів та реєстраторів.
У листопаді 2023 рух «Маніфест 42» вимагав виконання доручення президента Володимира Зеленського, яке він дав на зустрічі з бізнесом 30 червня 2023 року, щодо масових проявів корупційного тиску на бізнес.
У грудні «Маніфест 42» передав Зеленському два законопроєкти щодо захисту від силовиків.
19 січня 2024 на тлі затримання бізнесмена Ігоря Мазепи громадський рух «Маніфест 42» закликав українські бізнес-об'єднання до спротиву свавіллю тилових силовиків.

## Підписанти маніфесту
Маніфест підписали:
1. Авер'янов Олег, ТОВ ПК «Пожмашина»
2. Олійник Дмитро, ПрАТ «Костопільський завод скловиробів»
3. Сергій Позняк, Асоціація підприємців ветеранів АТО
4. Мазепа Ігор, Concord Capital
5. Боярин Олег, ПРАТ Єврокар
6. Варагаш Ірина, ТМ Малятко
7. Грибов Яків, ТОВ «ЛВН ЛІМІТЕД» — Неміров
8. Даниляк Василь, Мережа АЗС ОККО
9. Жебровська Філя, АТ «Фармак»
10. Острогруд Андрій, ТОВ «Київгума»
11. Соколовський Олександр, ТОВ Текстиль-Контакт
12. Шкіль Максим, "Група Компаній «Автострада»
13. Шеветовський Валентин, ПрАТ Харківський плитковий завод
14. Телющенко Іван, ТОВ"КЕРАМЕЙЯ"
15. Тинний Ігор, Інвестор
16. Аверченко Владислав, ПрАТ «Концерн Хлібпром»
17. Кузьменко Таміла, ТОВ «Атем груп»
18. Дорофєєв Андрій, ТОВ «УКРАВТОНОМГАЗ»
19. Мерецкий Ілля, ТМ «Рута»
20. Дудченко Юрій, ТОВ «Київхліб»
21. Кирилов Юрій, ТОВ «Пеллет-Інвест»
22. Войтенко Сергій, ПТК ТОВ «АГРОМАТ»
23. Слободян Олександр, ПрАТ «Оболонь»
24. Ліло Василь, ТМ Viknareff
25. Калашніков Олег, Медична мережа Добробут
26. Сипко Сергій, Група компаній Agrofusion
27. Іванчик Віктор, ТОВ «Фірма Астарта — Київ»
28. Дорош Олександр, АТ «Черкаський автобус»
29. Шуфані Дані, ТОВ «Варіант агробуд»
30. Пилипюк Петро, ТОВ «МОДЕРН-ЕКСПО»
31. Рибчук Віктор, Клініка «ОБЕРІГ»
32. Давиденко Олексій, Мережа «Медтехніка»
33. Гавриленко Петро, ТОВ «Богуславська сільгосптехніка»
34. Скібінский Ернест, ТОВ "ПОП «БЕСТ-ОРТО»
35. Мага Петро, Театр «Особистості»
36. Черванюк Олег, ТОВ «РІВНЕНСЬКИЙ ЛЬНОКОМБІНАТ»
37. Журавель Костянтин, ТОВ "АБ «ЦЕНТР»
38. Комаров Андрій, ТОВ «ВАРЗ»
39. Погребной Сергій, сервіс «Фортеця»
40. Уткін Євген, Інвестор
41. Манаконов Анатолій, МФ «Київський стандарт»
42. Мітрохін Олег, ТОВ «МІК»